# Сак, Александр Николаевич
Сак Александр Николаевич (бел. Сак Аляксандр Мікалаевіч; 1890, село Сегда, Новогрудский уезд — 1937, Минск) — белорусский советский религиозный и общественный деятель, поэт.

## Биография
Родился в семье крестьянина-кузнеца. Сначала учился в народном, а затем в городском училище в Новогрудке, потом поступил в Пинске в реальное училище, в котором проучился три с половиной года. В 1907 году был арестован и исключен из училища по подозрению в революционной деятельности. Через 2 года был выпущен на свободу за неимением доказательств у следствия. С 1911 года учился в Петербурге в Институте лесного хозяйства. В 1913 году после третьего курса приостановил обучение и поступил в Петроградскую духовную католическую семинарию в Санкт-Петербурге, которую окончил в 1917 году.
Посвящен в священники в 1917 году. Пастырскую деятельность начал в Могилевской губернии в костёле Святого Духа в (местность Фащевка, Микулино-Руднянская в Оршанском уезде). Был участником съезда белорусских католических священников в Минске, который состоялся 24-25 мая 1917 года.
С 19 декабря 1918 года жил в городе Сенно. В 1919—1921 годах был настоятелем костела в Святиловичах и администратором в Шклове. Духовное руководство Могилевской архиепархии намеревалось направить о. Александра Сака для службы в Петроград, но он попросил оставить его в Белоруссии. С весны 1924 года жил в Минске, где часто гостил у Янки Купалы. К этому периоду относятся многие из лирических стихов, поэмы и стихотворные драматические произведения Сака. Служил священником на Минщине и Мозирщине — в Койданове и Хойниках. Широко использовал белорусский язык в пастырской деятельности. Из-за преследований советской властью был вынужден отказаться от священнического сана.
Работал стилистическим редактором в Белорусском государственном издательстве.
Был арестован ГПУ БССР 24 июля 1930 года по делу «Союза освобождения Беларуси». Приговорен к 5 годам ППЛ. Был отправлен на строительство Беломорско-Балтийского канала, где находился до 1934 года. Повторно был арестован 25 августа 1937 года. Расстрелян. Первый муж белорусской писательницы Ядвиги Беганской.